# Cinquanta. Storia della TV di chi l'ha fatta e di chi l'ha vista
Cinquanta. Storia della TV di chi l'ha fatta e di chi l'ha vista è stato un programma televisivo italiano andato in onda su Rai 3 il lunedì in prima serata nell'autunno 2003, a partire dal 29 settembre fino al 15 dicembre, con la conduzione di Pippo Baudo.
Gli autori della trasmissione, una serie di puntate che celebravano l'imminente cinquantesimo compleanno della TV italiana, erano Sergio Bardotti, Aldo Piro e Ugo Porcelli. La regia era di Maurizio Fusco.

## La trasmissione
Realizzata in vista dei festeggiamenti per i cinquant'anni della Rai che si sarebbero festeggiati il 3 gennaio successivo, Pippo Baudo realizzò per la terza rete pubblica un talk show attraverso il quale ripercorrere il mezzo secolo di attività della televisione pubblica italiana.
In ogni puntata venivano mostrati dei filmati tratti dalle Teche Rai commentati dagli ospiti della trasmissione, personaggi famosi che hanno fatto la storia dell'azienda pubblica che ricordavano il periodo insieme al conduttore, qui in una veste di memorialista ma effettivamente anche interprete della televisione del passato, insieme a delle coppie di telespettatori del tutto anonimi, scelti tra gli abbonati Rai. Non si perdeva di vista però la TV del presente, sulla quale sono stati aperti dei dibattiti come ad esempio quelli sulla TV del dolore, citando comunque il primo caso del genere avvenuto sul piccolo schermo: l'incidente di Vermicino.
Oltre a ripercorrere attraverso la storia della televisione anche quella dell'Italia, ricordando momenti importanti come il referendum sul divorzio, fu aperto anche un sondaggio per decretare la signorina buonasera più bella nella storia della televisione.
Tra gli ospiti che si sono avvicendati, protagonisti del presente e del passato, Lilli Gruber, Michele Cucuzza, Fulvia Colombo e Daniele Luttazzi.

### Accoglienza
La trasmissione ha ottenuto risultati d'ascolto giudicati ottimi per la rete televisiva sulla quale veniva trasmessa, Rai 3, ottenendo una media del 14% di share.

### Appendice
Il programma, nato per celebrare i 50 anni di attività della Rai, ebbe una sorta di appendice il 3 gennaio del 2004 (giorno del 50º anniversario dell'inizio delle trasmissioni televisive regolari in Italia) con lo show di gala Auguri TV condotto sempre da Pippo Baudo e trasmesso in prima serata a reti Rai unificate.

### Controversie
La puntata nella quale fu ospite Daniele Luttazzi, andata in onda il 10 novembre 2003, suscitò l'interesse del pubblico e dei media poiché in quell'occasione il comico ritornò per la prima volta in Rai, dalla quale era stato allontanato dopo il cosiddetto "editto bulgaro". Il giorno dopo la trasmissione della puntata, che per giunta trattava come argomento la censura, i giornali giudicarono l'intervento di Luttazzi come "soft". Dopo alcuni giorni, tuttavia, Luttazzi affermò di essere stato a sua volta vittima di censura e si scagliò contro gli autori della trasmissione, rei di aver tagliato, in fase di montaggio della trasmissione, alcune battute relative al Governo Berlusconi II e ai ministri Maurizio Gasparri e Giulio Tremonti, affermando di aver chiesto agli autori di eliminare soltanto il pezzo in cui definiva Gianfranco Fini fascista.